# Мануель Гомес Педраса
Мануель Гомес Педраса (ісп. Manuel Gómez Pedraza, 22 квітня 1789 — 14 травня 1851) — мексиканський генерал і політик, який займав посаду президента Республіки у 1832—1833 роках.